# Stowarzyszenie Integracji Latynoamerykańskiej

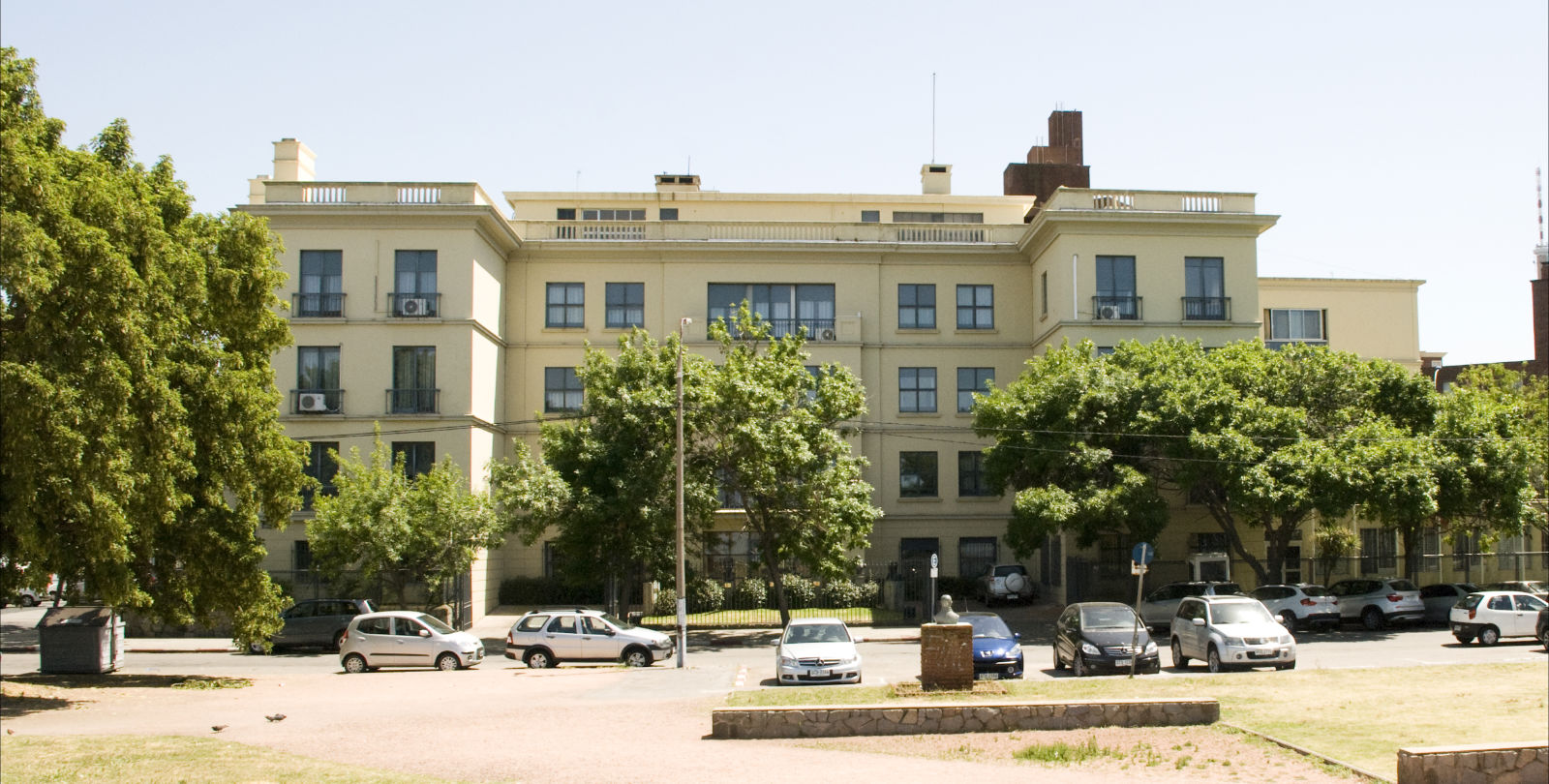
Siedziba organizacji w Montevideo

Stowarzyszenie Integracji Latynoamerykańskiej (Asociación Latinoamericana de Integración; w skrócie ALADI) jest organizacją państw Ameryki Łacińskiej, której celem jest integracja handlowa i gospodarcza zrzeszonych krajów. Siedzibą ALADI jest Montevideo.

## Państwa członkowskie
Do organizacji należy 13 państw:
- Argentyna
- Boliwia
- Brazylia
- Chile
- Ekwador
- Kolumbia
- Meksyk
- Paragwaj
- Peru
- Urugwaj
- Wenezuela
- Kuba – dołączyła w 1999 roku

Organizacja powstała na mocy traktatu z Montevideo z 12 sierpnia 1980 roku, który jednocześnie rozwiązywał Stowarzyszenie Wolnego Handlu Ameryki Łacińskiej (ALALC).

## Główne zasady
- pluralizm,
- elastyczność,
- różnorodność.

## Cel
Celem organizacji jest utworzenie wspólnego rynku Ameryki Łacińskiej.